# Copa Challenge libanesa de futbol
La Copa Challenge libanesa de futbol (àrab: كأس التحدي اللبناني, Kaʾs at-Taḥaddī al-lubnānī, ‘Copa libanesa del Desafiament’) és una competició futbolística per eliminatòries del Líban. La disputen els clubs classificats entre les posicions setena i desena a la lliga anterior, és a dir, aquells clubs professionals que no s'havien classificat per la copa Elite libanesa de futbol.

## Historial
Font:
| No. | Temporada | Campió        | Resultat | Finalista      |
| --- | --------- | ------------- | -------- | -------------- |
| 1r  | 2013      | Tadamon Tir   | 0–0 (p)  | Egtmaaey       |
| 2n  | 2014      | Shabab Sahel  | 1–0      | Nabi Chit      |
| 3r  | 2015      | Shabab Sahel  | 3–1      | Egtmaaey       |
| 4t  | 2016      | Racing Beirut | 5–1      | Salam Zgharta  |
| 5è  | 2017      | Racing Beirut | 3–1      | Tadamon Tir    |
| 6è  | 2018      | Tadamon Tir   | 3–0      | Chabab Ghazieh |
| 7è  | 2019      | Bourj         | 2–0      | Salam Zgharta  |
| 8è  | 2021      | Bourj         | 4–2      | Tripoli        |